# SN 1998cx
SN 1998cx – supernowa typu Ia odkryta 4 lipca 1998 roku w galaktyce NGC 6209. W momencie odkrycia miała maksymalną jasność 17,80m.